# Falloria crassicurvosa
Falloria crassicurvosa är en mångfotingart som först beskrevs av Shelley 1986.  Falloria crassicurvosa ingår i släktet Falloria och familjen Xystodesmidae. Inga underarter finns listade i Catalogue of Life.